# Play That Funky Music
Play That Funky Music (Toque Aquela Música Funky) é uma canção escrita por Robert Parissi e gravada pela banda Wild Cherry.
O single foi o primeiro lançado pela gravadora Sweet City, com sede em Cleveland, em abril de 1976 e distribuído pela Epic Records. Os artistas da gravação incluíram o vocalista Parissi, o guitarrista Bryan Bassett, o baixista Allen Wentz e o baterista Ron Beitle, com os músicos Chuck Berginc, Jack Brndiar (trompetes) e Joe Eckert e Rick Singer (saxofones) no riff de metais que percorre os versos da canção. 
O único hit número um na Billboard Hot 100 em 18 de setembro de 1976; também foi o número um na parada Hot Soul Singles. O single foi disco de platina pela Recording Industry Association of America pelas vendas de mais de 2 milhões de discos e, eventualmente, vendeu 2,5 milhões apenas nos Estados Unidos.
A canção foi listada em 93º lugar nas "100 melhores canções da revista Billboard" em 2018. Foi também a única canções dos 40 melhores do grupo nos Estados Unidos.

## Composição
Wild Cherry era uma banda cover de hard rock, mas com o advento e a popularidade da era disco, começou a ser difícil conseguir locais para tocar porque o público queria dançar. Parissi disse à banda que, se quisessem conseguir reservas, teriam que começar a incluir músicas dançantes no repertório, mas a banda resistiu em se tornar uma banda de discoteca.
Enquanto tocava no 2001 Club no North Side de Pittsburgh para um público predominantemente negro, um patrono disse ao membro da banda Beitle durante um intervalo:
Parissi pegou uma caneta e um bloco de pedidos e escreveu a música em cerca de cinco minutos. A letra descreve literalmente a situação de uma banda de hard rock se ajustando à era disco.

## Parada Musical

### Parada Semanal
| Ano 1976                         | Posição |
| -------------------------------- | ------- |
| Austrália                        | 8       |
| Bélgica                          | 6       |
| Canadá                           | 2       |
| Holanda                          | 4       |
| Nova Zelandia                    | 4       |
| Reino Unido                      | 7       |
| Estados Unidos Billboard Hot 100 | 1       |

## Certificação
| Região                   | Certficação | Cópias Vendidas |
| ------------------------ | ----------- | --------------- |
| Canadá                   | Ouro        | 75.000          |
| Reino Unido              | Platina     | 600.000         |
| Estados Unidos           | Platina     | 2.5000.000      |
| Estados Unidos (Digital) | Ouro        | 5000.000        |

## Versão de Vanilla Ice
O rapper americano Vanilla Ice mais tarde lançou uma música com uma interpretação de "Play That Funky Music". Com base neste single, a gravadora independente Ichiban Records assinou um contrato com a Vanilla Ice, lançando o álbum Hooked em janeiro de 1989, contendo "Play That Funky Music" e seu lado B, "Ice Ice Baby".
O compositor Robert Parissi não foi creditado. Mais tarde, Parissi recebeu US $ 500.000 em um processo de violação de direitos autorais.
Embora não tenha pegado inicialmente, seu lado B , " Ice Ice Baby ", ganhou mais sucesso quando um disc jockey tocou essa faixa em vez do lado A do single
Após o sucesso de "Ice Ice Baby", "Play That Funky Music" foi relançado como seu próprio single (com novas letras e bateria remixada), e alcançou a posição 4 na Billboard Hot 100 dos EUA e 10 no Reino Unido..

### Paradas Musicais
| Paradas (1990-1991)              | Posição |
| -------------------------------- | ------- |
| Austrália                        | 13      |
| Áustria                          | 19      |
| Bélgica                          | 16      |
| Nova Zelandia                    | 7       |
| Suiça                            | 14      |
| Reino Unido                      | 10      |
| Estados Unidos Billboard Hot 100 | 4       |

## Outras versões cover
Em 1988, a banda Roxanne alcançou a 63ª posição na Billboard Hot 100 com uma versão cover.
A banda de rock inglesa Thunder alcançou o 39º lugar na parada de singles do Reino Unido em 1998 com uma capa, tirada de seu álbum Giving the Game Away.

## Uso em outras mídias
A música aparece no show de abertura Ces gars-là , um show canadense em língua francesa no V Télé com o comediante de stand-up Sugar Sammy e Simon-Olivier Fecteau.
No episódio da oitava temporada de The Big Bang Theory , "The Skywalker Intrusion", Sheldon Cooper diz a Leonard Hofstadter "Toque essa música funky" quando Leonard liga o rádio do carro, embora Sheldon não esteja familiarizado com a referência cultural. Quando Leonard toca a música para ele, Sheldon analisa a música, concluindo que a letra apresenta um exemplo musical do paradoxo de Russell.

## Veja Também (em inglês)
- List of Billboard Hot 100 number-one singles of 1976
- List of Cash Box Top 100 number-one singles of 1976
- List of number-one R&B singles of 1976 (U.S.)
- List of 1970s one-hit wonders in the United States